# Okręg (województwo małopolskie)
Okręg – wieś w Polsce położona w województwie małopolskim, w powiecie dąbrowskim, w gminie Gręboszów.
W latach 1975–1998 miejscowość administracyjnie należała do województwa tarnowskiego.